# 1627

## أحداث
- تأسيس مدينة باستير وتقع حاليا في سانت كيتس ونيفيس.
- تأسيس مدينة إيسلمي وتقع حاليا في فنلندا.
- مايو - مفاوضات بين المبعوث الإنجليزي جون هاريسون والمجاهد المغربي العياشي حول تزويد حركة العياشي بالعتاد ضد السلطان زيدان مقابل اطلاق سراح أسرى إنجليز.

## مواليد
- 25 يناير - روبرت بويل عالم إنكليزي (مات 1691)
- عبد الله بن محمد بن أبي بكر العياشي

## وفيات
- توماس ميدلتون
- جهانكير